# L'Affaire Crazy Capo
Pour plus de détails, voir Fiche technique et Distribution.
L'Affaire Crazy Capo est un film franco-italien réalisé par Patrick Jamain et sorti en 1973.

## Synopsis
Un homme d'affaires, à la fortune apparemment légale, est en réalité en cheville avec la pègre. Faute de convaincre une grande figure du banditisme, surnommée Crazy Capo, de lancer un nouveau marché pour le trafic de drogue à destination de la jeunesse, il fait voter sa mise à mort, y compris par le propre fils de Crazy Capo, lequel l'assassine lui-même. Gagnant ainsi la confiance du nouveau chef, le fils grimpe dans la hiérarchie criminelle. Pendant que son mentor élimine tous ceux qui ne se rallient pas à sa cause, le commissaire Martin enquête sur cette vague de violence. Mais les choses vont s'avérer plus complexes qu'il n'y paraît...

## Fiche technique
- Titre : L'Affaire Crazy Capo
- Réalisation : Patrick Jamain, assisté de Pascal Vidal
- Scénario : Patrick Jamain, d'après le roman de Gilbert Tanugi[1]
- Dialogues : Gilbert Tanugi
- Photographie : Daniel Diot
- Musique : Vladimir Cosma
- Montage : Gabriel Rongier
- Producteur : Sergio Gobbi
- Production :  Naxos Films - Paris Cannes Production
- Pays de production :  France |  Italie
- Genre : policier, thriller
- Durée : 90 minutes
- Date de sortie : France : 9 septembre 1973

## Distribution
- Jean Servais : Joseph Marchesi dit Crazy Capo
- Maurice Ronet : Jean Diserens
- Marika Green : la prostituée
- Jean-Pierre Marielle : commissaire Martin
- Alice Sapritch : Madame Rose
- Antonio Cantafora : Antonio Marchesi
- Michel Peyrelon : Albini
- Bernard Lajarrige
- Christian Barbier
- Charles Millot
- William Sabatier : le médecin légiste
- Max Amyl
- Paul Bisciglia
- Michel Robbe : Paco le gigolo